# 袁式
袁 式（えん しき、? - 456年または467年）は、東晋および北魏の学者・官人。字は季祖。本貫は陳郡陽夏県。

## 経歴
袁淵の子として生まれた。東晋の武陵王司馬遵の下で諮議参軍をつとめた。義熙11年（415年）、司馬文思らとともに後秦に入った。泰常2年（417年）、北魏に帰順し、上客となり、陽夏子の爵位を受けた。崔浩と国士の交わりを結んだ。故事に広く通じていたことから、崔浩が朝儀典章を定めるにあたってその諮問を受けた。清貧な生活を守り、士節を失わなかったため、当時の人は袁式を敬愛して「袁諮議」と呼んだ。延和2年（433年）、楽安王拓跋範が雍州刺史となると、袁式は高允とともに衛軍従事中郎に任じられたが、断ったため免官された。晩年は訓詁学に凝って、字釈を作ろうとしたが、着手しないうちに死去した。豫州刺史の位を追贈された。諡は粛侯といった。
子の袁済が後を嗣ぎ、魏郡太守・寧遠将軍となった。

## 伝記資料
- 『魏書』巻38 列伝第26
- 『北史』巻27 列伝第15